# Atul Dodiya
Atul Dodiya est un artiste plasticien indien né le 20 janvier 1959.

## Production artistique
Sa peinture est influencée par sa passion pour le cinéma indien,,.
Il est représenté par la galerie Daniel Templon à Paris et Bruxelles.  